# Lissonota kolae
Lissonota kolae là một loài tò vò trong họ Ichneumonidae.